# Oenospila flavifusata
Oenospila flavifusata là một loài bướm đêm trong họ Geometridae.